# كالتشانو
كالتشانو (بالإيطالية: Calciano)‏ هي بلدية في مقاطعة ماتيرا في إقليم بازيليكاتا الإيطالي.

## السكان
في سنة 1861 بلغ عدد السكان 560 نسمة، وتطور العدد ليصل في سنة 2011 لـ 796 نسمة.
يظهر هذا المخطط البياني تطور النمو السكاني لـ كالتشانو